# Ригали, Джастин Фрэнсис
Джастин Фрэнсис Ригали (англ. Justin Francis Rigali; род. 19 апреля 1935, Лос-Анджелес, США) — американский куриальный кардинал и ватиканский дипломат. Титулярный епископ Больцены с 8 июня 1985 года по 25 января 1994 года. Президент Папской Церковной Академии с 8 июня 1985 года по 21 декабря 1989 года. Секретарь Конгрегации по делам епископов с 21 декабря 1989 года по 25 января 1994 года. Секретарь Коллегии кардиналов со 2 января 1990 года по 25 января 1994 года. Архиепископ Сент-Луиса с 25 января 1994 года по 15 июля 2003 года. Архиепископ Филадельфии с 15 июля 2003 года по 19 июля 2011 года. Кардинал-священник с титулом церкви Санта-Приска с 21 октября 2003 года.
В ноябре 2009 года стал одним из христианских лидеров США, подписавших Манхэттенскую декларацию.

## Ранняя жизнь и священство
Самый младший из семи детей, Джастин Ригали родился в Лос-Анджелесе, Калифорния. Его родителями были Генри Альфонсус и Франциска Ирэн (в девичестве Уайт) Ригали. Двое из его родных братьев и сестёр также вступили на религиозную стезю; его сестра Шарлотта присоединилась к сестрам Святого Иосифа, а его брат Норберт к иезуитам. Ригали посещал школу Святого Креста перед поступлением в подготовительную семинарию в Хэнкок-парке в 1949 году. Ригали изучал философию и богословие в Лос-анджелесском колледже, Семинарии Богородица Царица Ангелов в Сан-Фернандо и семинарии Святого Иоанна в Камарильо. 25 апреля 1961 года Ригали был рукоположён в священника кардиналом Джеймсом Фрэнсисом Макинтайром, а затем пасторская работа в Лос-Анджелесе и Доуни.
В 1961 году, получил степень бакалавра священного богословия от Католического Университета Америки, где он теперь член Совета попечителей. В октябре того же года, он поступил в магистратуру отделения Папского Североамериканского Колледжа в Риме, позднее получил докторантуру в каноническом праве от Папского Григорианского Университета в 1964 году. Ригали был также помощником в течение первых двух сессий (1962—1963) Второго Ватиканского Собора. Ригали на короткое время возвратился в США летом 1964 года, в течение которого времени он служил младшим приходским священником в Помоне. Возвратившись в Рим, он тогда же учился в Папской Церковной Академии с 1964 по 1966 годы подготавливаясь к своей дипломатической работе для Ватикана.

## На дипломатической службе Святого Престола
25 ноября 1964 года Ригали начал свою службу в английской секции Государственного секретариата Святого Престола. С сентября 1966 года по февраль 1970 года, он был секретарём Апостольской нунциатуры на Мадагаскаре, который также служил в апостольской делегации на островах Реюньон и Маврикий в Индийском океане. 11 июля 1967 года он был назван Папским камергером. 11 февраля 1970 года, Ригали стал директором английской секции Государственного Секретариата Святого Престола и английским переводчиком папы римского Павла VI, которого Ригали, впоследствии сопровождал в нескольких международных поездках.
В течение своей службы в Государственном секретариате Святого Престола, Ригали был также капелланом в Кармелитского монастыря и профессором в своей Alma Mater Папской Церковной Академии. Он сопровождал папу римского Иоанна Павла II в ряде международных пасторских визитов, включая его первые две поездки в Соединённые Штаты Америки в 1979 году (который включал поездку в будущую епархию Ригали Филадельфийскую) и в 1987 году. 19 апреля 1980 года он был сделан почётным прелатом Его Святейшества, а 25 октября 1984 года поучающим капелланом в Мальтийском ордене.

## Епископская карьера
8 июня 1985 года, Иоанном Павлом II, Ригали был назначен президентом Папской Церковной Академии, и титулярным архиепископом Волсиниума. Ригали получил свою епископскую хиротонию 14 сентября непосредственно от Иоанна Павла II, которому помогали и сослужили титулярный архиепископ Тагоры Эдуардо Мартинес Сомало — заместитель государственного секретаря Святого Престола и титулярный архиепископ Новаличианы Акилле Сильвестрини — секретарь Совета общих дел Церкви, в соборе Альбано. Он выбрал своим епископскии девизом: Verbum Caro Factum Est, значащим: «И Слово стало плотию» (Евангелие от Иоанна 1:14). 13 октября 1986 года Ригали стал членом Ордена Святого Гроба Господня.
С 1985 года по 1990 год, в дополнение к своей роли президента Папской Церковной Академии, Ригали занимал множество постов внутри Римской Курии, служа в Государственном секретариате Святого Престола, Совете по общим делам Церкви, Конгрегации по делам епископов и Папском Совете по делам мирян. 21 декабря 1989 года Ригали был назван Секретарём Конгрегации по делам епископов; как секретарь, он служил как второе высшее должностное лицо этой дикастерии под руководством кардинала Бернардена Гантеном. Позднее, 2 января 1990 года, Ригали был сделан Секретарём Коллегии Кардиналов, и служил в постоянной межведомственной комиссии — Папской Комиссии по делам Латинской Америки и Конгрегации доктрины веры. В течение этого же самого времени, он был также занят в пасторском служении во множестве приходов и семинарий в Риме.

### Архиепископ Сент-Луиса
25 января 1994 года, Иоанн Павел II назвал Ригали седьмым архиепископом Сент-Луиса, что в штате Миссури. Наследовал архиепископу Джону Лоренсу Мэю. Ригали был формально интронизирован кардиналом Гантеном 15 марта этого же года. Новоинтронизированный архиепископ стал членом Рыцарей Колумба 7 ноября 1994 года. В период срока своего пребывания в Сент-Луисе, когда-то известного как «Рим Запада», Ригали показал большой интерес к школам, посещая каждую среднюю школу в митрополии. Однако, он выступал против переговоров между предпринимателями и профсоюзами об условиях труда преподавателями, и выступал против любых усилий, которые они сделали, чтобы это организовать. Ему значительно доверяли как способному администратору и эффективному фандрайзеру, хотя его популярность потускнела за его длительный срок пребывания.
В январе 1999 года, архиепископ Ригали оказал гостеприимство пастырскому визиту папы римского Иоанна Павла II в Сент-Луис, единственный такой визит отдельной епархии в Соединённых Штатах Америки в течение понтификата. Папа римский по сообщениям решил оказать гостеприимство Сент-Луиской митрополии из-за своей дружбы с Ригали.

### Архиепископ Филадельфии
Позднее, 15 июля 2003 года, Ригали был назначен восьмым архиепископом Филадельфии. Он заменил ушедшего на покой Энтони Бевилаккву, который похвалил своего преемника как «человека … известного своей лояльностью Святому Отцу и своей непоколебимой преданностью учению Церкви». До интронизации Ригали в Филадельфии 7 октября 2003 года, было объявлено 28 сентября, что он будет возвышен к Коллегии Кардиналов, сложившаяся привилегия для архиепископов Филадельфии. Он был возведён в сан кардинала-священника с титулярной церковью Санта-Приска Иоанном Павлом II на консистории от 21 октября 2003 года.
Ригали был единственным американским кардиналом, служащим как сослужитель в заупокойной мессе по Иоанну Павлу II. Он был также одним из кардиналов-выборщиков, которые участвовали в последующем Папском Конклаве, который избрал папу римского Бенедикта XVI. Кардинал Ригали имеет право голосовать на любых будущих Конклавах, которые могут начаться перед его 80-летием 19 апреля 2015 года.
В сентябре 2005 года, Ригали оказался впутанным в скандал, окружение обвинялось в педофилии и сексе с младшими среди духовенства. В сентябре 2007 года, он был назван папой римским Бенедиктом XVI членом Конгрегации по делам Епископов, куриального ведомства, которое выдвигает папе римскому имена, тех рассматриваемых, которые должны быть предназначенными выборами и которые будут назначены епископами.
31 августа 2009 года, Ригали стал апостольским администратором sede vacante Скрэнтонской епархии, после принятия папой римским отставок Его Преосвященства Джозефа Фрэнсиса Мартино — епископа Скрэнтона, и Его Преосвященства Джона Мартина Догерти — вспомогательного епископа Скрэнтона.
Кардинал достигнул 75 лет в 2010 году, возраста, в который епископы должны сначала представить письмо об отставки папе римскому (в настоящее время Бенедикт XVI), хотя она может или не может быть принята в это время. Как выше упомянуто, он все ещё имеет право голосовать на Конклавах до своего 80-летия в 2015 году.
19 июля 2011 года Папа Бенедикт XVI принял отставку и кардинала Джастин Фрэнсис Ригали с поста архиепископа Филадельфии, в соответствии с каноном 401 § 1 Кодекса канонического права. Папа назвал новым архиепископом Филадельфии Чарльза Джозефа Шапью, капуцина, до тех пор бывшего архиепископом Денвера. Кардинал Ригали будет апостольским администратором Филадельфии до возведения на кафедру его преемника 8 сентября 2011 года.
19 апреля 2015 года кардиналу Джастину Ригали исполнилось восемьдесят лет и он потерял право на участие в Конклавах.

## Взгляды

### На однополые браки
В июне 2006 года, Ригали ездил в Белый дом наряду с архиепископом Ньюарка Джоном Джозефом Мэйрсом и кардиналом-архиепископ Бостона Шоном Патриком О’Мелли, чтобы посетить пресс-конференцию президента США Джорджа Буша младшего, чтобы поддержать конституционную инициативу поправки в американском Сенате, запрещающем однополые союзы или браки.

### На аборты
Как председатель комитета защиты человеческой жизни конференции католических епископов Соединённых Штатов Америки, кардинал Ригали отметил в период ежегодного вашингтонского собрания организации «В защиту человеческой жизни» в январе 2007, что «это — причины для радующегося» в причине про-жизни: растущее участие молодых людей и усиленное понимание интенсивной и растущей моральной чувствительности проблемы среди них, которые будут в конечном счёте иметь вклад, чтобы делать к социальным проблемам. Он публично подтвердил Акт по поддержки беременных женщин, который он похвалил за предложение «подлинные точки соприкосновения» что «докажет много видов поддержки подтверждения жизни для беременных женщин и их будущих детей».
Ригали был основным сослужителем на Всенощной мессе в период Марша за Жизнь 21 января 2009 года.
Ригали сказал, что решение Университета Нотр Дам присвоить президенту США Б. Обама почётную степень было неудачным и «уклоняется от здравого смысла».

### На свободу совести
В ноябре 2009 года, Ригали подписал экуменистическое заявление известное как Манхэттенская декларация, призывающая евангеликов, католиков и православных, не исполнять правила и законы, вынуждающие их принимать аборт, однополый брак и другие вопросы, которые идут против их религиозной совести.

### На исследование стволовых клеток
В марте 2009 года, он описал снятие президентом Баракой Обамой ограничения Джорджа Буша младшего на исследование стволовых клеток, как «грустую победу политики над наукой и этикой».

### На рукоположение женщин
В апреле 2009 года, он осудил церемонию рукоположения двух женщин в Роксборо, вызывая это «псевдорукоположением», которое «порочит правду довереную Церкви непосредственно Христом».

### На общение
Он имеет ряд еженедельных Великопостных бесед на YouTube.

## Благотворительная работа
Ригали почётный член Совета гуманитарной организации «Крылья Надежды», основанной в Сент-Луисе, Mиссури.